# Monotrema
Monotrema là một chi thực vật có hoa trong họ Rapateaceae.

## Hình ảnh

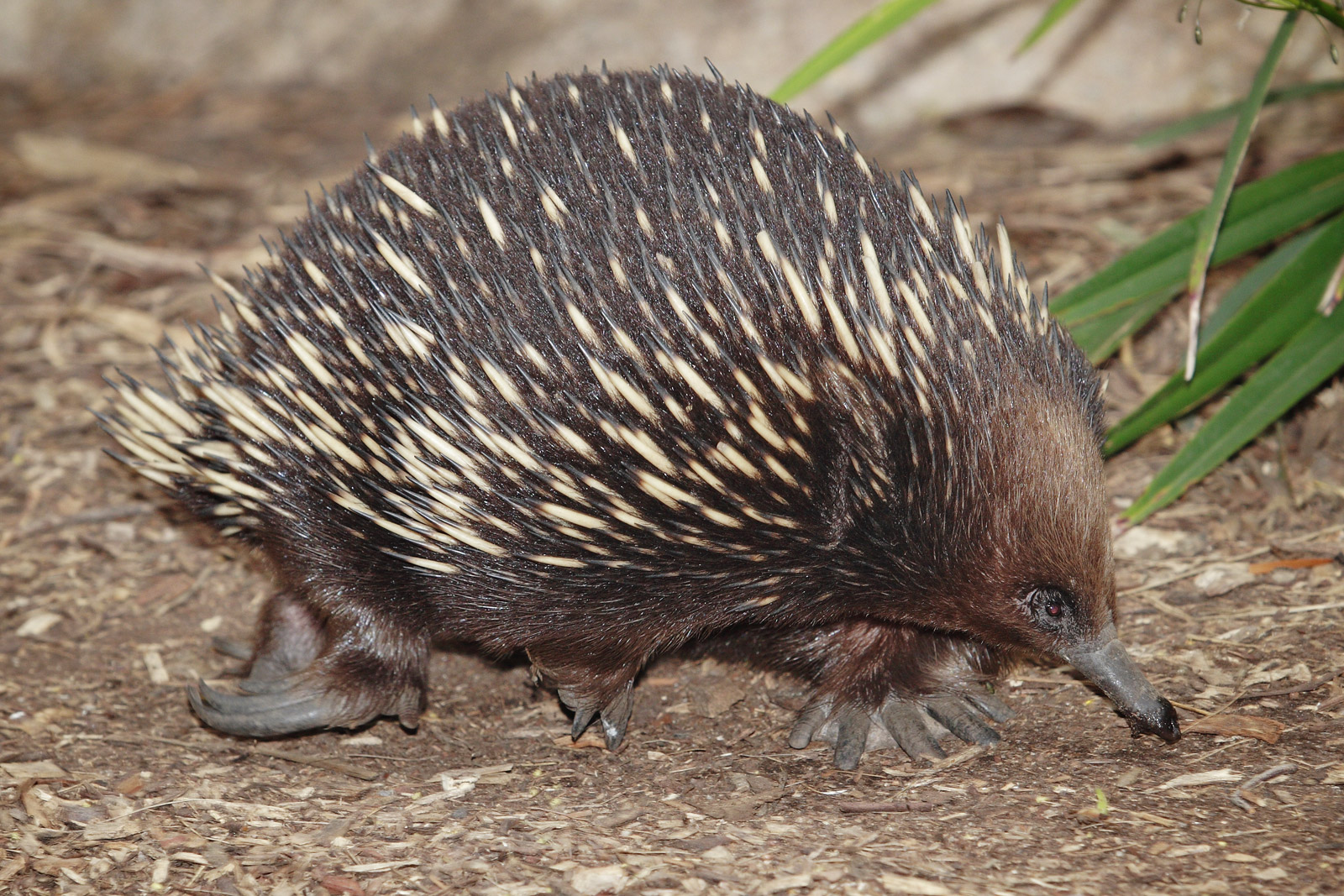